# Аджал
Аджа́л (араб. أجل‎ —  рок, время‎) в исламском вероучении — неизбежное окончание срока жизни, отпущенного каждому живому существу (в частности, человеку) Аллахом. Тема аджала регулярно обсуждается в раннем каламе вместе с темой ризка (средств к существованию).

## Коран
Согласно 145 аяту суры Аль Имран, жизни всех живых существ находится во власти Аллаха и смерть может наступить только с его позволения. Слово аджал используется в Коране в различных значениях, например, в качестве срока выхода эмбриона из чрева, срока выплаты долга и т. д. При создании небес и земли, солнца и луны, Аллах определил для них срок. Более конкретно оно используется как срок существования общин и людей.
Срок жизни, предопределённый человеку, не сокращается, даже если человек грешит. С другой стороны, со слов пророка Мухаммеда, срок жизни сокращается в качестве наказания, но он может быть восстановлен через покаяние. Коран очень часто подчеркивает аджал как безвозвратный период жизни, назначенный Богом. Согласно хадисам, аджал и ризк — это две из четырёх вещей, определяемых для человека, когда он находится в утробе матери. Исламские богословы обсуждали вопрос о том, насколько Бог удлиняет или укорачивает срок жизни в качестве награды за послушание или в качестве наказания непослушания.

## Предопределение
Понятие рока непосредственно связано с проблемой предопределения (кадар). Среди различных исламских мировоззренческих школ существовали разные мнения. Так, мутазилиты считали, что жертва преднамеренного убийства умирает не своевременно. Таким образом, по мнению мутазилитов, если бы этот человек не был бы убит, то он продолжал бы жить ещё некоторое время. Возможно, они говорили так потому, что они не решались приписывать Богу зло убийства. Ортодоксальные сунниты считали, что жертва убийства должна была лишиться жизни именно в ту самую минуту, когда она была убита. Таким образом, если бы жертва не была бы убита, то она умерла бы от чего-то другого, так как это было предопределено Богом. В этом случае убийцу необходимо арестовать и подвергнуть соответствующему наказанию.